# Moidam - il sistema di tumuli sepolcrali della dinastia Ahom
I Moidam (detti talvolta anche maidam) sono tumuli sepolcrali monumentali costruiti dalla dinastia Ahom, che regnò per circa 600 anni nello stato indiano dell'Assam, a partire dal XIII secolo. Questi tumuli rappresentano un sistema funerario unico e, nel 2024, sono stati inseriti nella lista dei patrimoni dell'umanità.
Situati principalmente nella zona di Charaideo, ai piedi della catena dei monti Patkai, i Moidam erano riservati ai re, regine e nobili della dinastia. Ogni tumulo è una vera e propria architettura sacra: al suo interno si trovano camere sotterranee che custodivano il corpo del defunto insieme a oggetti per l'aldilà, come cibo, armi, cavalli e persino elefanti.
Originariamente, la cultura Ahom praticava la sepoltura integrale, in contrasto con la cremazione tipica dell'induismo. Tuttavia, dopo la conversione degli Ahom all'induismo, si iniziò a cremare i corpi e a seppellirne le ceneri nei tumuli.
In passato, si credeva che il re dovesse essere accompagnato nell'aldilà da servitori vivi, ma questa pratica fu abolita dal sovrano Rudra Singha. Inoltre, i Moidam sono spesso circondati da muri ottagonali e sormontati da padiglioni cerimoniali chiamati chow chali.
All'interno del sito riconosciuto dall'Unesco si trovano novanta moidam, costruiti in mattoni, pietra o terra, di diverse dimensioni.